# Hermann Lattemann
Hermann Lattemann (Gebhardshagen (Németország), 1852. szeptember 14. – Krefeld, 1894. június 17.) német léghajós, légi akrobata, ejtőernyős. Teljes neve Carl Christoph Hermann Lattemann.

## Életpálya
A léggömbből történő ejtőernyőzés kezdetén az ugró, egy kinyílt, de nem kifeszült ejtőernyővel egy kis ballon alatt függött, amely egy hosszú kötéllel a fő ballon oldalán lebegett. Hasonló elrendezéssel függött az ejtőernyője egy főballonon a híres német úttörőknek, Lattemannak és Käthe Paulusnak.
Lattemann 1886. július 18-án hajtott végre sikeres ugrást léggömb-ejtőernyővel. Ez a rendkívül mozgékony és ötlet dús léggömb – pilóta, 1890-ben feltalálta és megépítette a kétfokozatú ejtőernyőt. Az ejtőernyő két kupolája egymással össze volt kapcsolva és nyitáskor az egyik a másik után nyílott. 1894-ben egy bemutató során léggömbjével lezuhant és meghalt.

## Külső hivatkozások
- Hermann Lattemann. vorosmeteor.hu. [2014. április 3-i dátummal az eredetiből archiválva]. (Hozzáférés: 2011. december 26.)
- Hermann Lattemann